# Lapseki
Lapseki (din greacă Λάμψακος, transliterat: Lampsakos) este un oraș și district din provincia Çanakkale, Turcia. În 2012 avea o populație de 10.863 de locuitori. Primarul este Eyüp Yılmaz (AKP).
Districtul Lapseki este cunoscut pentru cireșele sale, iar în oraș se organizează anual un festival al cireșelor.